# Voorzitter van het Griekse parlement
De voorzitter van het Griekse parlement (Πρόεδρος της Βουλής των Ελλήνων) is de derde persoon in de rangorde van de Griekse bestuurlijke orde, na de president en de minister-president. De ambtstermijn van de voorzitter van het Griekse parlement valt samen met de duur dat een kabinet regeert. Deze voorzitter wordt gekozen tijdens de openingszitting van een kabinet.

## Grondwet
In de grondwet van Griekenland is opgenomen dat in het geval van een tijdelijke afwezigheid van de president wegens bijvoorbeeld ziekte, als deze een buitenlandse reis maakt of in soortgelijke omstandigheden, de voorzitter van het parlement als waarnemend president optreedt.

## Kamervoorzitters tijdens deDerde Helleense Republiek(1974 tot heden)
| Naam                          | Aanvang periode | Einde periode | Partij         | Naar aanleiding van                                                           |
| ----------------------------- | --------------- | ------------- | -------------- | ----------------------------------------------------------------------------- |
| Konstantinos Papakonstantinou | 1974            | 1977          | Nea Dimokratia | Griekse parlementsverkiezingen 1974                                           |
| Dimitrios Papaspyrou          | 1977            | 1981          | Nea Dimokratia | Griekse parlementsverkiezingen 1977                                           |
| Ioannis Alevras               | 1981            | 1985          | PASOK          | Griekse parlementsverkiezingen 1981                                           |
| Ioannis Alevras               | 1985            | 1989          | PASOK          | Griekse parlementsverkiezingen 1985                                           |
| Athanasios Tsaldaris          | 1989            | 1989          | Nea Dimokratia | Griekse parlementsverkiezingen juni 1989                                      |
| Athanasios Tsaldaris          | 1989            | 1990          | Nea Dimokratia | Griekse parlementsverkiezingen november 1989                                  |
| Athanasios Tsaldaris          | 1990            | 1993          | Nea Dimokratia | Griekse parlementsverkiezingen 1990                                           |
| Apostolos Kaklamanis          | 1993            | 1996          | PASOK          | Griekse parlementsverkiezingen 1993                                           |
| Apostolos Kaklamanis          | 1996            | 2000          | PASOK          | Griekse parlementsverkiezingen 1996                                           |
| Apostolos Kaklamanis          | , 2000          | 2004          | PASOK          | Griekse parlementsverkiezingen 2000                                           |
| Anna Benaki-Psarouda          | 2004            | 2007          | Nea Dimokratia | Griekse parlementsverkiezingen 2004 (eerste vrouwelijke parlementsvoorzitter) |
| Dimitris Sioufas              | 2007            | 2009          | Nea Dimokratia | Griekse parlementsverkiezingen 2007                                           |
| Philippos Petsalnikos         | 2009            | 2012          | PASOK          | Griekse parlementsverkiezingen 2009                                           |
| Vyron Polydoras               | 2012            | 2012          | Nea Dimokratia | Griekse parlementsverkiezingen mei 2012                                       |
| Evangelos Meimarakis          | 2012            | 2014          | Nea Dimokratia | Griekse parlementsverkiezingen juni 2012                                      |
| Zoi Konstantopoulou           | 2015            | 2015          | SYRIZA         | Griekse parlementsverkiezingen januari 2015                                   |
| Nikos Voutsis                 | 2015            | 2019          | SYRIZA         | Griekse parlementsverkiezingen september 2015                                 |
| Konstantinos Tasoulas         | 2019            | 2025          | Nea Dimokratia | Griekse parlementsverkiezingen 2019 Griekse parlementsverkiezingen 2023       |
| Nikitas Kaklamanis            | 2025            |               | Nea Dimokratia | Griekse parlementsverkiezingen 2025                                           |